# Grasonville
Grasonville é uma Região censo-designada localizada no estado americano de Maryland, no Condado de Queen Anne's.

## Demografia
Segundo o censo americano de 2000, a sua população era de 2193 habitantes.

## Geografia
De acordo com o United States Census Bureau tem uma área de
13,5 km², dos quais 12,1 km² cobertos por terra e 1,4 km² cobertos por água.

## Localidades na vizinhança
O diagrama seguinte representa as localidades num raio de 16 km ao redor de Grasonville.